# Пам'ятники жертвам Голодомору в Україні (1932—1933)

Пам'ятники жертвам Голодомору в Україні 1932—1933 років встановлені у багатьох містах і селах України, а також за кордоном.
Пам'ятник-хрест встановлено 1972 року в Аделаїді близько церкви УАПЦ (у Гіндмарші англ. Hindmarsh). У зв'язку із закриттям 1993 року церкви Св. Покрови його перенесено до церкви Св. Михаїла УАПЦ в Аделаїді.
Перший у світі пам'ятник жертвам Голодомору в Україні був відкритий 23 жовтня 1983 р. у м. Едмонтоні (провінція Альберта, Канада) за ініціативою громадян Канади, переважно українського походження. Його автор — монреальський скульптор Людмила Темертя, мати якої пережила Голодомор.

## Пам'ятники в Україні

### Вінницька область
| Населений пункт     | Назва                                          | Дата встановлення | Розташування                   | Координати | Фото | Короткі відомості                                                                              |
| Андрушівка          | Пам'ятник жертвам Голодомору                   |                   | Андрушівському цвинтарі        |            |      | Напис: «Вічна пам'ять жертвам»                                                                 |
| Бар                 | Пам'ятний знак                                 | 2005              | вул. Соборна, 12 / центр міста |            |      |                                                                                                |
| Вінниця             | Пам'ятник жертвам Голодомору                   | 2008              | Хмельницьке шосе               |            |      | скульптор Володимир Оврах                                                                      |
| Довгалівка          | Пам'ятник жертвам Голодомору                   |                   | Сільський парк                 |            |      | Напис: «1932-1933: Вічна пам'ять жертвам Голодомору»                                           |
| Долотецьке          | Меморіальний хрест жертвам Голодомору          |                   | Долотецький цвинтар            |            |      | Напис: «Жертвам Голодомору в Україні. 1932—1933»                                               |
| Могилів-Подільський | Пам'ятник жертвам Голодомору                   |                   |                                |            |      | Автор Петро Альошкін                                                                           |
| Мар'янівка          | Меморіальний хрест жертвам Голодомору          |                   | центр села                     |            |      | Напис: «Жертвам Голодомору 1932—1933»                                                          |
| Обухів              | Меморіальний хрест і могила жертвам Голодомору |                   | центр села                     |            |      | Напис: «Пам'ять жертвам Голодомору 1932—1933»                                                  |
| Снітків             | Пам'ятний хрест                                | 2017              | в центрі села                  |            |      | Напис: «Пам'яті жертв Голодомору 1932—1933»                                                    |
| Соколівка           | Пам'ятник жертвам Голодомору                   | 2020              |                                |            |      | скульптор Микола Крижанівський                                                                 |
| Стіна               | Пам'ятний знак                                 | 2019              | Стінянський цвинтар            |            |      | Напис: «Пам'яті жертв голодомору та політичних репресій жителів с. Стіна 1932—1933, 1947 рр.». |

### Дніпропетровська область
| Населений пункт | Назва | Дата встановлення | Розташування                                           | Координати                                                                      | Фото | Короткі відомості                                                        |
| Дніпро          | Жертвам Голодоморів 1920-23, 1932-33, 1946-47 рр. | 2008 рік          | на 9-му кілометрі Запорізького шосе                    | 48°22′58.4″ пн. ш. 35°02′26.0″ сх. д. / 48.382889° пн. ш. 35.040556° сх. д.     |      | скульптор Гарнік Хачатрян                                                |
| Дніпро          | Жертвам Голодоморів 1920-23, 1932-33, 1946-47 рр., політв'язням і репресованим України, знищеним у концтаборах СРСР комуністичною владою 1917-91 рр. | 2005 рік          | біля залізничного вокзалу на Привокзальній площі       |                                                                                 |      |                                                                          |
| Жовті Води      | Пам'ятник жертвам Голодомору | 2003 рік          | Парк Слави                                             | 48°20′45.87″ пн. ш. 33°30′19.63″ сх. д. / 48.3460750° пн. ш. 33.5054528° сх. д. |      | напис: «З пам'яттю про минуле, з вірою про майбутнє… Жертвам Голодомору» |
| Кривий Ріг      | Пам'ятник жертвам Голодомору |                   | На старовинному єврейському цвинтарі (вул. Лермонтова) | 47°54′20.56″ пн. ш. 33°21′2.92″ сх. д. / 47.9057111° пн. ш. 33.3508111° сх. д.  |      |                                                                          |
| П'ятихатки      | Пам'яті жертв Голодомору |                   |                                                        |                                                                                 |      |                                                                          |

### Донецька область
| Населений пункт | Назва                                                    | Дата встановлення                             | Розташування                               | Координати                                                                      | Фото | Короткі відомості                                                         |
| Маріуполь       | Жертвам Голодомору 1932—33 р.р. та політичних репресій   | 2004, знищено окупаційною владою у 2022 році. | перехрестя пр. Миру і вул. Університетська | 47°5′43.17″ пн. ш. 37°32′50.7″ сх. д. / 47.0953250° пн. ш. 37.547417° сх. д.    |      | архітектори В. Земляной, С. Руденко, Ю. Сагиров, К. Акуленко, А. Пинчуков |
| Селидове        | Пам'ятний знак жертвам Голодомору та політичних репресій |                                               | перехрестя вулиць Гоголя та Незламності    | 48°09′03,57″ пн. ш. 37°18′21,39″ сх. д. / 48.1500000° пн. ш. 37.3000000° сх. д. |      |                                                                           |

### Житомирська область
| Вклонімось землі українській |

| Вклонімося. Запалимо свічу. Поіменно згадаймо і пом'янемо всіх жертв голодомору 1932-1933 років у місті Житомирі. |

| Ісус Христос у заповітну пору Зніс на Голгофу непокори хрест... В серцях незгасна біль Голодомору І свята наша пам’ять до небес... Світлій пам'яті Липківчан - Жертв Голодомору 1932 - 1933 р.р. |

| До вас всіх односельців кроки, Над вами пам'ять і печаль. Скосили вас голодні роки, Гостріші й зліші від меча. М. Пасічник |

| Вічна пам'ять жертвам Голодомору 1932-33 років в Україні |

| Свято Успенська церква відбудована в 2004 році за ініціативою Овруцької громади в пам'ять про жертви голодомору та політичних репресій на Овруччині |

| Світлій пам'яті жертв Голодомору та політичних репресій |

| Жертвам Голодомору 1932 - 1933рр Від односельчан с. Попільні |

| О скільки їх завзятих працьовитих В той час лишилось радості життя Вкраїно мила, ти слізьми полита Цим злочинам не буде забуття |

### Закарпатська область
| Населений пункт | Назва                                                                               | Дата встановлення | Розташування                                               | Координати | Фото | Короткі відомості           |
| Ужгород         | Пам'ятник «Свіча пам'яті»                                                           | 2018 рік          | на набережній Незалежності, біля медичного факультету УжНУ |            |      |                             |
| Мукачево        | Пам'ятник голодомору та політичних репресій та всіх полеглих борців за волю України |                   | у дворі храму Успіння Богородиці                           |            |      | освячений 25 листопада 2006 |

### Запорізька область
| Населений пункт | Назва                                                                     | Дата встановлення    | Розташування                                                                                          | Координати | Фото | Короткі відомості |
| Балабине | Пам'яті жертв Голодомору в Україні 1932—1933                              |                      | На території церкви                                                                                   |            |      | Пам'ятний знак у вигляді дерев'яного хреста з написом: «Пам'яті жертв Голодомору в Україні 1932—1933». |
| Бердянськ | Жертвам Голодомору                                                        | 24 листопада 2007    | На перехресті вулиць Європейської і Північної                                                         |            |      | Пам'ятний знак з чорного мармуру, на якому вигравійовані руки і хрест. Знизу напис: «Жертвам Голодомору». |
| Більманка | Вічна пам'ять жителям села жертвам Голодомору 1932—1933 рр.               | 2007                 | На Меморіалі Слави                                                                                    |            |      | Пам'ятний знак являє собою жорно, встановлене на постаменті. На знаці закріплено меморіальну гранітну дошку з написом: «Вічна пам'ять жителям села жертвам Голодомору 1932—1933 рр.» |
| Варварівка | Вічна пам'ять односельчанам жертвам Голодомору 1932—1933                  |                      | На міському цвинтарі                                                                                  |            |      | Пам'ятний знак у вигляді чорної цегляної стіни з намальованим хрестом. Збоку встановлено табличку з написом: «Вічна пам'ять односельчанам жертвам Голодомору 1932—1933» і «…Запізнілими дзвонами шукатимемо мільйони українських душ, щоб вписати їх в історію пам'яті». |
| Велика Білозерка | Жертвам Голодомору                                                        |                      | На місці масового поховання жертв Голодомору                                                          |            |      | Пам'ятний знак у вигляді металевого надгробка, на якому встановлено меморіальну дошку. |
| Вільнянськ | Землякам, старим, молодим і ненародженим жертвам Голодомору 1932—1933 рр. | 22 листопада 2007    | У сквері біля будівлі Вільнянської міської ради                                                       |            |      | Пам'ятний знак у вигляді гранітної брили з хрестом над нею. На брилі вигравійовано дзвін, свічу та хліб з трьому колосками. Над ними напис: «Землякам, старим, молодим і ненародженим жертвам Голодомору 1932—1933 рр.» |
| Вознесенка | Дітям-жертвам Голодомору 1932—1933 років                                  | 21 листопада 2008    | Біля вознесенської гімназії «Орієнтир»                                                                |            |      | Пам'ятник являє собою куб, в розрізі якого розташовано зображення мертвої, виснаженої голодом дитини, яка тримає в руках колосок пшениці. Єдиний в Україні пам'ятник дітям-жертвам Голодомору 1932—1933 років. Виконавець — художник-монументаліст Жолудь Олександр Семенович. |
| Гаврилівка | Пам'яті жертвам Голодомору                                                | 21 листопада 2008    | На місці масового поховання жертв Голодомору                                                          |            |      | Пам'ятний знак у вигляді металевого надгробку з хрестом і табличкою з написом: «Пам'яті жертв Голодомору». |
| Георгіївка | Безвинним жертвам Голодомору 1932—1933 років                              | 22 листопада 2008    | На місці масового поховання жертв Голодомору                                                          |            |      | Гранітна плита із вирізаним у ній хрестом і написом: «Не згасне пам'ять у віках, про ті важкі часи Голодомору. Безвинним жертвам 1932—1933 років, похованим на цьому цвинтарі вічна пам'ять». |
| Григорівка | Жертвам Голодомору                                                        | 1987                 | |            |      | Пам'ятний знак у вигляді кам'яної стели з барельєфним зображенням хлібини і людських голів. |
| Гуляйполе | Пам'ятник жертвам комуністичного голодомору                               |                      | |            |      | Дубовий хрест на міському цвинтарі, 2.5 м. На чорній дошці напис: \| Рветься від болю серце, стугонить земля, потемніло сонце і плаче вітер. на вустах застигле німе питання: чому? Чому забирають безвинних. Жертвам Голодомору 1932-33 років в Україні \| |
| Дівнинське | Світла пам'ять безневинним жертвам Голодомору 1932—1933 рр.               | 24 листопада 2007    | На місці масового поховання жертв Голодомору                                                          |            |      | Пам'ятник має вигляд гранітної брили з двома металевими колосками і пам'ятною дошкою з написом: «Світла пам'ять безневинним жертвам Голодомору 1932—1933 рр. похованим тут». |
| Запоріжжя | Жертвам голоду та сталінізму                                              | 29 листопада 2007    | На перетині Соборного проспекту, вулиці Сергій Тюленіна, вулиці Верхній і вулиці Незалежності України |            |      | Шестиметровий білий мармуровий хрест на чорній гранітній стелі з написом: «Жертвам голоду (1932—1933 рр.)». Автор пам'ятника — харківський скульптор С. Гурбанов |
| Запоріжжя | Жертвам Голодомору                                                        | 28 листопада 2008    | На території кафедрального Собору Святої Трійці                                                       |            |      | Двометровий постамент з гранітним хрестом зверху, на якому викарбовано силует матері з дитиною, що померла від голоду та цитати з Біблії. Поруч напис: «Найбільший злочин Кремля — сімдесят п'ять років тому (1932—1933) комуністичною владою заморено голодом мільйони українських людей». |
| Кам'янка | Жертвам Голодомору 1932—1933 років                                        | 22 листопада 2008    | На алеї парку біля Меморіалу Слави                                                                    |            |      | Пам'ятний знак у вигляді хреста, що стоїть на постаменті з двої зернових жорен. Знизу меморіальна дошка з написом: «Вічна пам'ять жертвам Голодомору 1932—1933 років». |
| Костянтинівка | Жертвам Голодомору 1932—1933 років                                        | 2006                 | На місці масового поховання жертв Голодомору                                                          |            |      | Пам'ятний знак являє собою прямокутну стелу з прорізом всередині у вигляді хреста та зображенням скорботної жінки. Поруч напис: «Жертвам Голодомору 1932—1933 років» |
| Малинівка | Малинівка пам'ятає Голодомор 1932—1933 років                              | 2008                 | На міському цвинтарі                                                                                  |            |      | Пам'ятний знак з викарбованими на ньому написами: «Малинівка пам'ятає Голодомор 1932—1933 років!», «Голоси мільйонів безневинно убієнних з тієї височини промовляють до нас, вимагаючи Справедливості і дієвої Пам'яті, яка б гуртувала весь наш народ навколо вільної і демократичної держави, в якій ніколи не повториться подібна трагедія» та «Пам'ятаємо кожну душу, кожну жертву, кожного мученика». |
| Михайлівка | Жертвам Голодомору 1932—1933 рр.                                          | 27 листопада 2007    | У парку навпроти Святопокровського храму                                                              |            |      | Кам'яна стела, на якій вибиті символічні дзвін і хрест. Нижче напис: «Жертвам Голодомору 1932—1933 рр.» |
| Новомиколаївка | Жертвам Голодомору 1932—1933 рр.                                          | 22 листопада 2008    | Паркова зона поблизу стели загиблим воїнам німецько-радянської війни                                  |            |      | Кам'яна стела у вигляді усіченого дзвону, що символізує руйнацію моральних та духовних підвалин суспільного життя народу в 1920—1930 роки. В центральній частині стели зображення матері з мертвою дитиною на руках, п'ять пшеничних колосків символізують цинізм влади. Знизу напис: «Старим, молодим і ненародженим землякам — жертвам Голодомору».                                                      |
| Покровське | Пам'яті жертв голодомору 1932—1933 років на Токмаччині                    | 22 листопада 2008    | В центрі села на площі між сільським клубом та школою, на місці масового поховання жертв Голодомору   |            |      | Пам'ятний знак виконаний у вигляді згаслої свічки з чорного граніту на постаменті. На стилізованому столику розрізаний буханець хліба, на підмурку лежать перев'язані стрічкою колоски пшениці з кованого заліза. Знизу напис: «Пам'яті жертв голодомору 1932—1933 років на Токмаччині». |
| Пришиб | Жертвам Голодомора 1932—1933 гг.                                          | 22 листопада 2008    | На території православної церкви села                                                                 |            |      | Пам'ятний знак у вигляді стели з хрестом і написом: «Жертвам Голодомора 1932—1933 г.» |
| Розівка | За убієнних голодом сумуємо                                               | 6 грудня 2007        | В центрі селища біля приміщення відділу культури і туризму райдержадміністрації                       |            |      | Пам'ятний знак з цільного гранітного каменя неправильної форми, що символізує трагедію людського життя в 1932—1933 роки в Україні. Розміщений на невеликому гранітному постаменті, площа навколо якого викладена плиткою. В центрі брили розміщена табличка з написом: «За убієнних голодом сумуємо. Земля їм пухом… Господи прости».                                                                      |
| Строганівка (Мелітопольський район) | Пам'ятник жертвам голодомору                                              |                      | |            |      | Жінка яка тримає на руках мертву дитину. На конструкції позаду перелік років: 1921, 1923, 1932, 1933, 1946, 1947, а також зображення лаврової гілки. Також по обидві боку від композиції дві чорні стели з переліком прізвищ загиблих мешканців села. |
| Ударник | Пам'ятний знак жителям — жертвам війн, Голодомору, репресій, депортацій   | 2007                 | Серед березового гаю на території Ударницької школи                                                   |            |      | В центрі кола, викладеного брущаткою, горизонтальна мармурова плита з написами українською та англійською мовами «Пам'ятний знак — жителям (перелік сіл) — жертвам війн, Голодомору, репресій, депортацій». Навколо плити хрестом покладені чотири котки-жорна, за межами кола — ще сім котків, які символізують сім постраждалих від голодомору сіл.                                                      |
| Федорівка | Жертвам Голодоморів                                                       | 2008 (реконструкція) | На міському цвинтарі                                                                                  |            |      | Пам'ятний знак у вигляді гранітної брили з меморіальною табличкою, на якій вигравійовано колоски і напис: «Жертвам Голодоморів». |
| Рветься від болю серце, стугонить земля, потемніло сонце і плаче вітер. на вустах застигле німе питання: чому? Чому забирають безвинних. Жертвам Голодомору 1932-33 років в Україні |                                                                           |                      | |            |      | |

### Київ
| Населений пункт | Назва                                             | Дата встановлення | Розташування                                                          | Координати                                                                      | Фото | Короткі відомості                                                                           |
| Київ            | Пам'ятний знак жертвам Голодомору 1932—1933 років | 1993              | на Михайлівській площі                                                | 50°27′20.38″ пн. ш. 30°31′16.86″ сх. д. / 50.4556611° пн. ш. 30.5213500° сх. д. |      | Автори — скульптор Василь Перевальський, архітектор Микола Кислий.                          |
| Київ            | Свіча пам'яті                                     | 2008              | Національний музей Голодомору-геноциду на Печерську: вул. Лаврська, 3 | 50°26′17.6″ пн. ш. 30°33′14.33″ сх. д. / 50.438222° пн. ш. 30.5539806° сх. д.   |      | 32-х метрова бетонна каплиця, виконана у формі білої свічки з позолоченим ажурним полум'ям. |
| Київ            | Гірка пам'ять дитинства                           | 2008              | Національний музей Голодомору-геноциду на Печерську: вул. Лаврська, 3 | 50°26′16.44″ пн. ш. 30°33′10.99″ сх. д. / 50.4379000° пн. ш. 30.5530528° сх. д. |      | Автори — скульптори Дроздовський Петро Михайлович і Обезюк Микола Наумович                  |

### Київська область
| Населений пункт | Назва                                                                                              | Дата встановлення | Розташування                                                                 | Координати                                                                     | Фото | Короткі відомості |
| Біла Церква     | Вічна пам'ять жертвам голодомору 1932—1933                                                         | 1993              | Першотравнева площа (вул. Ярослава Мудрого)                                  | 49°48′11.82″ пн. ш. 30°7′23.92″ сх. д. / 49.8032833° пн. ш. 30.1233111° сх. д. |      | автор: Г. М. Мосендз |
| Боярка          | Жертвам Голодомору 1932-33 років та політичних репресій, Чорнобильської катастрофи, пам'ятний знак | 2005              | У парку Перемоги по вулиці Хрещатик                                          | 50°19′34″ пн. ш. 30°17′17″ сх. д. / 50.32611° пн. ш. 30.28806° сх. д.          |      | |
| Бровари         | Жертвам Голодомору та політичних репресій                                                          | 2008              | біля храму Покрови Пресвятої Богородиці по вулиці Героїв України             | 50°30′31″ пн. ш. 30°47′35″ сх. д. / 50.50861° пн. ш. 30.79306° сх. д.          |      | Споруджено на кошти Френка Ставіцького (Миколи Самійловича Залозного) з Австралії, колишнього мешканця села Княжичі. |
| Бровари         | Жителям Броварів — жертвам Голодомору 1932-33 років, пам'ятний хрест                               | 19.11.2008        | біля церкви Святих Апостолів Петра і Павла у парку Слави по вулиці Київській | 50°30′33″ пн. ш. 30°46′44″ сх. д. / 50.50917° пн. ш. 30.77889° сх. д.          |      | Пам'ятний хрест було відкрито на місці, де в 1932—33 роках відбувалось масове поховання мешканців міста, що померли від голоду. У церемонії відкриття взяли участь представники міської влади, духовенство, працівники краєзнавчого музею, вчителі і учні загальноосвітніх шкіл міста та пересічні громадяни. Було проведено панахиди, учасники заходу запалили свічки та поклали квіти до пам'ятного хреста. |
| Бровари         | Жителям Броварів — жертвам Голодомору 1932-33 років, пам'ятний хрест                               | 19.11.2008        | на розі вулиць Ярмаркової та Пушкіна на Пекарні, біля водонапірної башти     | 50°29′51″ пн. ш. 30°45′23″ сх. д. / 50.49750° пн. ш. 30.75639° сх. д.          |      | Пам'ятний хрест було відкрито на місці, де в 1932—33 роках відбувалось масове поховання мешканців міста, що померли від голоду. У церемонії відкриття взяли участь представники міської влади, духовенство, працівники краєзнавчого музею, вчителі і учні загальноосвітніх шкіл міста та пересічні громадяни. Було проведено панахиди, учасники заходу запалили свічки та поклали квіти до пам'ятного хреста. |
| Вишгород        | Пам'ятник жертвам Голодомору 1932—1933 років                                                       | 2008              |                                                                              |                                                                                |      | Автори: Крилов Борис та Сидорук Олесь. |
| Літки           | Монумент жертвам Голодомору                                                                        |                   |                                                                              |                                                                                |      | |
| Обухів          | Монумент жертвам Голодомору                                                                        |                   |                                                                              | 50°7′10.87″ пн. ш. 30°39′38.7″ сх. д. / 50.1196861° пн. ш. 30.660750° сх. д.   |      | |

### Кіровоградська область
| Населений пункт | Назва                        | Дата встановлення | Розташування                                           | Координати | Фото | Короткі відомості                                                                |
| Голованівськ    | Пам'ятник жертвам Голодомору | до 2008           |                                                        |            |      | Напис: «Пам'ятаємо 1932-33»                                                      |
| Добровеличківка | Пам'ятник жертвам Голодомору | до 2008           |                                                        |            |      |                                                                                  |
| Знам'янка       | Пам'ятник жертвам Голодомору | 2008              | центр міста                                            |            |      | Напис: «Жертвам Голодоморів та політичних репресій в Україні Вічна пам'ять»      |
| Кропивницький   | Пам'ятник жертвам Голодомору | 2016              | фортечні вали                                          |            |      | Напис: «Українцям-жертвам Комуністичного геноциду-Голодомору 1932—1933 років»    |
| Новоукраїнка    | Пам'ятник жертвам Голодомору | 2003              | Центральна вулиця, біля храму св. Олександра Невського |            |      | Напис: «Жертвам Голодомору»                                                      |
| Олександрія     | Пам'ятник жертвам Голодомору | 2008              | Вулиця Братська                                        |            |      | Напис: «Жертвам Голодоморів та політичних репресій»                              |
| Світловодськ    | Пам'ятник жертвам Голодомору | 2008              |                                                        |            |      | Напис: «Жителям Новогеоргіївщини — жертвам Голодомору 1932—1933 років в Україні» |
| Тишківка        | Пам'ятник жертвам Голодомору |                   | в центрі села, по вул. Перемоги                        |            |      | Напис: «Жертвам Голодомору 1932—1933»                                            |

### Луганська область
| Населений пункт  | Назва                                           | Дата встановлення | Розташування                                                                                                 | Координати                                                                   | Фото | Короткі відомості                                                                                 |
| Луганськ         | Жертвам Голодомору 1932—1933 років на Луганщині | 2008              | Сквер Пам'яті на колишньому Гусинівському цвинтарі                                                           | 48°34′3.3″ пн. ш. 39°19′11.28″ сх. д. / 48.567583° пн. ш. 39.3198000° сх. д. |      | Напис: «Покойтеся з миром, голодом зморені».                                                      |
| Новоайдар        | Пам'ятник жертвам голодомору 1932—1933 рр.      |                   | На виїзді на Сіверськодонецьк                                                                                | 48°56′36.7″ пн. ш. 38°58′49″ сх. д. / 48.943528° пн. ш. 38.98028° сх. д.     |      | Плита з чорного граніту з написом «Жертвам Голодомору 1932—1933 років на Луганщині».              |
| Сіверськодонецьк | Пам'ятник жертвам Голодомору 1932—1933 рр.      | 2008              | При вході до території Хресто-Воздвиженського храму Української православної церкви Московського патріархату | 48°55′29.2″ пн. ш. 38°29′36.3″ сх. д. / 48.924778° пн. ш. 38.493417° сх. д.  |      | Всередині каплички знаходиться плита з чорного граніту з написом «Жертвам Голодомору: 1932—1933». |

### Львівська область
| Населений пункт | Назва                                                 | Дата встановлення | Розташування                                                                  | Координати                                                                      | Фото | Короткі відомості |
| Львів           | Жертвам голодомору-геноциду та депортацій XX століття | 2008              | ТВК «Південний» (вул. Щирецька, 36), біля церкви Покрови Пресвятої Богородиці | 49°48′49.72″ пн. ш. 23°58′32.29″ сх. д. / 49.8138111° пн. ш. 23.9756361° сх. д. |      |                   |

### Миколаївська область
| Населений пункт | Назва                                                                  | Дата встановлення | Розташування                                                      | Координати                                                                   | Фото | Короткі відомості |
| Адамівка        | В пам'ять невинно загиблим односельцям 1932—1933 років від односельців | Січень 2008       | На міському цвинтарі                                              |                                                                              |      | Меморіальна дошка на конусоподібному камені з написаом: «В пам'ять невинно загиблим односельцям 1932—1933 років від односельців». |
| Баштанка        | Пам'ятник жертвам Голодомору 1932—1933 років                           | Листопад 2008     |                                                                   |                                                                              |      | Пам'ятний знак виготовлено з чорного металу, зверху закріплено дзвін. Посередині містить надпис: «Людоньки!.. (Що це — я сплю?) Вбила дитину свою!.. З холоду, з голоду я збожеволіла… Людоньки!.. (Що це — я сплю?)» |
| Березанка       | Пам'ятник жертвам Голодомору 1932—1933 років                           | 24 листопада 2007 |                                                                   |                                                                              |      | Пам'ятний знак з вапняку зображує людські долоні, що тримають колоски пшениці. Знак встановлений в пам'ять про жертв голодоморів і політичних репресій. |
| Березнегувате   | Пам'ятник жертвам Голодомору 1932—1933 років                           | Жовтень 2007      |                                                                   |                                                                              |      | На пам'ятнику з мармуру зображено силует жінки з маленькою дитиною і напис: «В пам'ять жертв Голодомору в Україні 1932—1933 років». |
| Веселинове      | Пам'ятник жертвам Голодомору 1932—1933 років                           | 2006              | В центрі селища                                                   |                                                                              |      | Пам'ятний знак зображає жінку з хрестом, постамент з граніту, скульптура — гіпсова. На постаменті табличка з написаом: «Пам'яті жертв Голодомору 1932—1933 рр.» |
| Воєводське      | Пам'ятник жертвам Голодомору 1932—1933 років                           | Жовтень 2008      |                                                                   |                                                                              |      | Виготовлений з граніту. На пам'ятному знаку викарбувані рука, що тримає колосок та цифри «1932—1933». До хреста прикріплено хрест, дзвін та табличка. |
| Вознесенськ     | Пам'ятник жертвам Голодомору 1932—1933 років                           | Жовтень 2008      |                                                                   |                                                                              |      | Пам'ятний знак з пиляного каменю зображено у вигляді розкритої книги, на сторінках якої викарбувані написи, вірш та свічки. Посередині хрест, на якому закріплений дзвін. |
| Врадіївка       | В пам'ять невинно загиблим односельцям 1932—1933 років від односельців | 2008              | На міському цвинтарі                                              |                                                                              |      | Пам'ятний знак у вигляді хреста, виготовлений з дерева. Під ним розміщено табличку з написом: «В пам'ять невинно загиблим односельцям 1932—1933 років від односельців». |
| Доманівка       | Пам'ятник жертвам Голодомору 1932—1933 років                           | Листопад 2008     | В центрі селища                                                   |                                                                              |      | Гранітний пам'ятник у вигляді хреста з встановленним між двома плитами дзвоном на земляному насипі. |
| Казанка         | Пам'ятник жертвам Голодомору 1932—1933 років                           | 2006              | В центрі селища                                                   |                                                                              |      | Пам'ятний знак з граніту, на якому викарбовано зображення хреста. |
| Калуга          | В пам'ять невинно загиблим односельцям 1932—1933 років від односельців | Січень 2008       | На місці масового поховання жертв Голодомору                      |                                                                              |      | Меморіальна дошка з чорного габро на мармуровому хресті із символічними колосками пшениці і написом: «В пам'ять невинно загиблим односельцям 1932—1933 років від односельців». |
| Киселівка       | В пам'ять невинно загиблим односельцям 1932—1933 років від односельців | Березень 2008     | На міському цвинтарі                                              |                                                                              |      | Меморіальна дошка на цегляній основі з написом: «В пам'ять невинно загиблим односельцям 1932—1933 років від односельців». |
| Криве Озеро     | В пам'ять невинно загиблим односельцям 1932—1933 років від односельців | 1993              | На міському цвинтарі                                              |                                                                              |      | Хрест на земляному насипі, до якого ведуть кам'яні сходи. У 2007 році на хресті було встановлено табличку з написом: «В пам'ять невинно загиблим односельцям 1932—1933 років від односельців». |
| Лиса Гора       | В пам'ять невинно загиблим односельцям 1932—1933 років від односельців | Січень 2008       | На міському цвинтарі                                              |                                                                              |      | Меморіальна дошка на пам'ятному знаку жертвам політичних репресій з написом: «В пам'ять невинно загиблим односельцям 1932—1933 років від односельців». |
| Лук'янівка      | Пам'ятник жертвам сталінських репресій та голоду 1932—1933 років       |                   | На міському цвинтарі                                              |                                                                              |      | На пам'ятнику, складеному із каміння різного розміру, табличка з написом: «Вічна пам'ять землякам — жертвам сталінських репресій та голоду 1932—1933 рр.» |
| Мазурове        | В пам'ять загиблим 1933 року від жителів села Мазурове                 |                   | На вході перед кладовищем                                         |                                                                              |      | |
| Миколаїв        | Меморіальний комплекс жертвам Голодомору 1932—1933 років               | 1993              | На перехресті вулиць Херсонське шосе та Кругової                  | 46°57′36.76″ пн. ш. 32°2′38.2″ сх. д. / 46.9602111° пн. ш. 32.043944° сх. д. |      | Меморіал являє собою високу стелу, на вершині якої встановлено хрест, увінчаний терновим вінком. Під хрестом знаходиться кілька дзвонів. Навколо монументу встановлено 6 меморіальних дошок, що розповідають історію Голодомору 1932—1933 року на Миколаївщині.                                                               |
| Миролюбове      | В пам'ять невинно загиблим односельцям 1932—1933 років від односельців | Січень 2008       | На міському цвинтарі                                              |                                                                              |      | Меморіальна дошка з написом «В пам'ять невинно загиблим односельцям 1932—1933 років від односельців», встановлена на стелі. Пізніше знизу було додано напис: «Спасибо, жизнь, за краткою свидание с тобой…» |
| Михайлівка      | В пам'ять невинно загиблим односельцям 1932—1933 років від односельців | Січень 2008       | На місці масового поховання жертв Голодомору                      |                                                                              |      | Меморіальна дошка, встановлена на кам'яній основі з граніту та бетону, з написом: «В пам'ять невинно загиблим односельцям 1932—1933 років від односельців». |
| Михалкове       | В память умершим в 1933 году жителям села Михалково                    | 1989              | На міському цвинтарі                                              |                                                                              |      | Дерев'яний хрест, біля якого на кам'яній основі розміщено меморіальні дошки з металу та списками жертв Голодомору. На хресті табличка з написом: «В память умершим в 1933 году жителям села Михалково». |
| Михайло-Ларине  | В пам'ять невинно загиблим односельцям 1932—1933 років від односельців | Січень 2008       | В центрі селища                                                   |                                                                              |      | Пам'ятний знак з бетону і металу з хрестом та дзвонами. Посередині табличка з написом: «Жертвам голодомору 1932—1933. В пам'ять невинно загиблим односельцям 1932—1933 років від односельців». |
| Нова Одеса      | Пам'ятник жертвам Голодомору 1932—1933 років                           |                   | В центральному сквері міста                                       |                                                                              |      | Пам'ятний знак з габро у вигляді хреста, на підніжжі якого написані слова молитви: «Літа 1933 від різдва Христового не було в Україні ні війни, ні суші, ні потопу. А була тільки зла воля одних людей проти інших та проти Бога. І ніхто не знав скільки невинного люду зійшло в могилу — старих, дітей та ще ненароджених». |
| Новогригорівка  | В пам'ять невинно загиблим односельцям 1932—1933 років від односельців | 2008              | На міському цвинтарі                                              |                                                                              |      | На триступінчатому постаменті — брила з написом: «Пам'ятаємо все. Стала пам'ять людська обеліском». Нижче дошка з написом: «В пам'ять невинно загиблим односельцям 1932—1933 років від односельців». |
| Новоіванівка    | В пам'ять невинно загиблим односельцям 1932—1933 років від односельців | Грудень 2007      |                                                                   |                                                                              |      | Меморіальна дошка, на якій зображено символічні колоски пшениці та напис: «В пам'ять невинно загиблим односельцям 1932—1933 років від односельців». |
| Новоосергіївка  | В пам'ять невинно загиблим односельцям 1932—1933 років від односельців | Листопад 2008     | На міському цвинтарі                                              |                                                                              |      | Пам'ятний знак з граніту на якому викарбувані зображення хреста та прізвища людей, які загинули від Голодомору. Над списком дошка з написом: «В пам'ять невинно загиблим односельцям 1932—1933 років від односельців». |
| Піски           | Пам'ятник жертвам Голодомору 1932—1933 років                           | 2008              | На міському цвинтарі                                              |                                                                              |      | Пам'ятник з бетону і вставками з шліфованого граніту з викарбуваним тризубом і написами «Люди! Пам'ятайте про це» та «Жертвам Голодомору 1932—1933 рр.» |
| Прибужжя        | В пам'ять невинно загиблим односельцям 1932—1933 років від односельців | 2008              | На міському цвинтарі                                              |                                                                              |      | Пам'ятний знак у вигляді гранітного хреста з основою, на якому розміщено меморіальну дошку з написом: «В пам'ять невинно загиблим односельцям 1932—1933 років від односельців». |
| Прибужжя        | В пам'ять невинно загиблим односельцям 1932—1933 років від односельців | Січень 2008       | На міському цвинтарі                                              |                                                                              |      | Меморіальна дошка померлим в роки Голодомору, встановлена поряд із переліком уродженців села, загиблим в роки німецько-радянської війни, на якій викарбовано напис: «В пам'ять невинно загиблим односельцям 1932—1933 років від односельців».                                                                                 |
| Промінь         | В пам'ять невинно загиблим односельцям 1932—1933 років від односельців | Березень 2008     |                                                                   |                                                                              |      | Дерев'яний хрест, біля основи якого встановлена меморіальна дошка з написом: «В пам'ять невинно загиблим односельцям 1932—1933 років від односельців». |
| Семенівка       | В пам'ять невинно загиблим односельцям 1932—1933 років від односельців | Грудень 2007      | На місці масового поховання жертв Голодомору на міському цвинтарі |                                                                              |      | Меморіальна дошка на дерев'яному хресті з написом: «В пам'ять невинно загиблим односельцям 1932—1933 років від односельців». |
| Федорівка       | Пам'яті жертв Голодомору та політичних репресій                        | Грудень 2007      | На міському цвинтарі                                              |                                                                              |      | Пам'ятний знак з вапняку, який зображує людські долоні, що тримають колоски пшениці. Поруч дерев'яний хрест з написом «Пам'яті жертв Голодомору та політичних репресій» та меморіальна дошка з викарбуваним написом: «В пам'ять невинно загиблим односельцям 1932—1933 років від односельців».                                |
| Христофорівка   | В пам'ять невинно загиблим односельцям 1932—1933 років від односельців | Грудень 2007      | На в'їзді до села                                                 |                                                                              |      | Пам'ятний знак у вигляді хреста з мармуру, на якому встановлено меморіальну дошку з чорного габро, а також дошку з текстом молитви за Чесного Хреста. Поруч меморіальна дошка з написом: «В пам'ять невинно загиблим односельцям 1932—1933 років від односельців».                                                            |
| Чаусове         | В пам'ять невинно загиблим односельцям 1932—1933 років від односельців | Січень 2008       | На міському цвинтарі                                              |                                                                              |      | На кам'яній основі із граніту та бетону вставлено металевий хрест та меморіальну дошку з написом: «В пам'ять невинно загиблим односельцям 1932—1933 років від односельців». |
| Щасливка        | В пам'ять невинно загиблим односельцям 1932—1933 років від односельців | Січень 2008       | На міському цвинтарі                                              |                                                                              |      | Меморіальна дошка, встановлена на стелі, поряд з якою прилаштовано дерев'яний хрест. На дошці напис: «В пам'ять невинно загиблим односельцям 1932—1933 років від односельців». |

### Одеська область
| Населений пункт | Назва                                                                     | Дата встановлення | Розташування                                                     | Координати                                                                      | Фото | Короткі відомості |
| Доброслав       | Пам'яті жертв Голодомору 1932—1933 років в Україні, пам'ятний знак        |                   | у Меморіальному парку, біля церкви                               | 46°49′23.22″ пн. ш. 30°57′05.64″ сх. д. / 46.8231167° пн. ш. 30.9515667° сх. д. |      | |
| Марківка        | Односельчанам-жертвам Голодомору 1932—1933 р.р. в Україні, пам'ятний знак |                   | біля школи                                                       | 46°55′34.5″ пн. ш. 29°56′46.4″ сх. д. / 46.926250° пн. ш. 29.946222° сх. д.     |      | |
| Новоукраїнка    | Односельчанам-жертвам Голодомору 1932—1933 р.р. в Україні, пам'ятний знак |                   | центр села                                                       | 46°48′54.5″ пн. ш. 30°17′12″ сх. д. / 46.815139° пн. ш. 30.28667° сх. д.        |      | |
| Одеса           | Жертвам Голодомору 1932-33 рр., пам'ятний знак                            | 2008              | у сквері на Лідерсівському бульварі (на розі з вулицею Базарною) | 46°28′22.3″ пн. ш. 30°45′14.43″ сх. д. / 46.472861° пн. ш. 30.7540083° сх. д.   |      | Пам'ятний знак Жертвам Голодомору 1932-33 рр. було відкрито 22 листопада 2008 року (День пам'яті жертв голодоморів). Скульптор пам'ятного знаку — Іларіон Стадник |
| Роздільна       | Пам'яті жертв Голодомору 1932—1933 років в Україні, пам'ятний знак        | 2007              | на вулиці Європейській                                           | 46°51′07.7″ пн. ш. 30°04′28.4″ сх. д. / 46.852139° пн. ш. 30.074556° сх. д.     |      | Автори проекту — Осадчий А. О., Мацюк В. І. |

### Полтавська область
| Населений пункт | Назва                                                          | Дата встановлення | Розташування                                                 | Координати                                                                      | Фото                                                                 | Короткі відомості |
| Кременчук       | Жертвам Голодомору 1932—1933 років, пам'ятний знак             | 1996; 2009        | Воскресенське кладовище                                      | 49°05′18.7″ пн. ш. 33°24′30.3″ сх. д. / 49.088528° пн. ш. 33.408417° сх. д.     |                                                                      | Пам'ятний знак «Жертвам Голодомору» — меморіальний хрест на Воскресенському кладовищі (по вулиці Бетонній). Дерев'яний хрест був установлений 1996 року, а в 2009 році він був замінений на кам'яний. |
| Лохвиця         | Жертвам Голодомору і політичних репресій, пам'ятний знак       | 2009              | У парку на вулиці Героїв України                             |                                                                                 |                                                                      | Встановлено 6 листопада 2009 року (напередодні відзначення чергової річниці Жовтневого перевороту) коштом місцевих активістів ВО «Свобода» та українськими патріотами. Навесні 2010 року пам'ятник був спаплюжений — у нього викрали одну з деталей — невідомі зловмисники поцупили гіпсову фігуру янгола. |
| Лубни           | Курган скорботи. Пам'ятник жертвам Голодомору                  | 12.8.1990         | гора Зажура, Лубенський район поблизу Мгарського монастиря   | 50°1′51.36″ пн. ш. 33°3′2.14″ сх. д. / 50.0309333° пн. ш. 33.0505944° сх. д.    |                                                                      | Ініціатор створення: Олекса Коломієць, Український Фонд Культури. Освячення місця: 12.08.1990. Відкриття меморіалу: 11.09.1993. Автор проекту: народний художник України Анатолій Ігнащенко Насипний курган, на якому встановлено дзвін з хрестом.                                                         |
| Омельник        | Могила — пам'ятник жертвам голодомору 1932—1933 років          |                   |                                                              | 49°12′41.32″ пн. ш. 33°33′21.97″ сх. д. / 49.2114778° пн. ш. 33.5561028° сх. д. |                                                                      | |
| Пирятин         | Пам'ятний знак жертвам Голодомору 1932—1933 років (іст.) п. 35 | 1996 рік          | Праворуч біля входу до міського кладовища, поряд з каплицею. | 50°14′49.54″ пн. ш. 32°30′27.89″ сх. д. / 50.2470944° пн. ш. 32.5077472° сх. д. | Зовнішній вигляд пам'ятного знаку можливо переглянути за посиланням. | Ініціатор створення: патріоти Пирятинщини з дозволу Пирятинської міської ради Насипний курган, на якому встановлено хрест, в підніжжя якого вмуровано плиту з надписом «Вічна пам'ять жертвам Голодомору 1932—1933 р.р.».                                                                                  |
| Стовбина Долина | Пам'ятник жертвам Голодомору в Україні 1932—1933 рр.           |                   |                                                              |                                                                                 |                                                                      | |

### Сумська область
| Населений пункт | Назва                                       | Дата встановлення      | Розташування                                                                                 | Координати                                                            | Фото | Короткі відомості |
| Беседівка | Пам'ятник жертвам комуністичного голодомору |                        |                                                                                              |                                                                       |      | Кам'яний хрест 1.60 м пофарбований білим, розташований на місці меморіалу жертвам Другої світової війни. |
| Білопілля | Пам'ятник жертвам комуністичного терору     | 22.11.2008             | Міський парк ім. Шевченка                                                                    |                                                                       |      | Поблизу місця масового поховання загиблих від Голодомору постала скульптура жінки з пустими від горя очима. У її руках — ікона Спасителя, за її спиною 6-метровий кований міддю дзвін. Автор — заслужений художник України з міста Хмільник на Вінниччині Віктор Стукан |
| Велика Чернеччина | Пам'ятник жертвам комуністичного голодомору |                        |                                                                                              |                                                                       |      | Пам'ятник символізує дзвіницю, виготовлений із цинку, висотою 3 м. Розміщений на вході до цвинтаря на пагорбі. |
| Гаї (Роменський район) | Пам'ятник жертвам комуністичного голодомору |                        |                                                                                              |                                                                       |      | Дерев'яний хрест 3 м лакований. Напис «Спаси і сохрани», розташований біля відділення поштового зв'язку. |
| Гринівка (Роменський район) | Пам'ятник жертвам комуністичного голодомору |                        |                                                                                              |                                                                       |      | Меморіальний комплекс із 7 мармурових хрестів розташований на цвинтарі. Два хрести ушкоджені. |
| Краснопілля | Пам'ятник жертвам комуністичного голодомору | 25 листопада 2006 року | вулиця Перемоги, біля стадіону «Колос»                                                       | 50°46′00″ пн. ш. 35°16′02″ сх. д. / 50.76667° пн. ш. 35.26722° сх. д. |      | |
| Недригайлів | Пам'ятник жертвам комуністичного голодомору |                        |                                                                                              |                                                                       |      | Розміщений у центрі міста, у вигляді каплички, чотири опорних стовпа яких призначені вшануванню певним трагедіям: Друга світова війна, Чорнобильська аварія, Афганська війна і Голодомор. |
| Піски (Конотопський район) | Меморіал пам'яті жертв Голодомору           |                        |                                                                                              |                                                                       |      | Домінантою комплексу споруд є контур селянського будинку, усередині якого три рівновеликих хрести, що символізують собою смерть людей трьох поколінь: старшого, середнього та дітей. На передньому плані «чашею» розташовані снопи Скорботи — мармурові плити з викарбуваними на них іменами людей. |
| Ромни | Пам'ятник жертвам комуністичного голодомору |                        |                                                                                              |                                                                       |      | Пам'ятник висотою 2.5 м. Статуя жінки і дитини. Жінка, повернувши голову ліворуч — дивиться у небо, дівчинка дивиться праворуч у землю. Розташований перед входом до центрального цвинтаря. Майданчик вистелений плиткою і оформлений квітами. |
| Сміле (Роменський район) | Пам'ятник жертвам комуністичного голодомору |                        | Пам'ятник розташований поруч храму Покрови, який реставрується.                              |                                                                       |      | Пам'ятник у вигляді мармурової плити, висота — 1.50. Розташування на пагорбі, до майданчику ведуть бетонні сходини. На плиті на чорному фоні білим схематичне зображення України. Напис: \| Навесні 1933 щодоби помирало 25 тисяч українців» Віктор Ющенко. За 1932-33 роки «У Смілому з Протасівкою померло не менше 5 тисяч осіб» Феодосій Сахно «Історія Смілого» Вічна пам'ять жертвам Голодомору 1932-33 рр. \| Нижче зображення двох троянд і свічки. Ліворуч плити мармурова ваза для квітів. |
| Суми | Пам'ятник жертвам Голодомору                | 2008                   | В сквері Пам'яті Жертв Голодомору на вулиці Степана Бандери неподалік Сумського автовокзалу. |                                                                       |      | Скульптори: Олег Прокопчук та І. Абрамов; архітектурну прив'язку виконав архітектор О. Дяченко. |
| Хмелів (Роменський район) | Пам'ятник жертвам комуністичного голодомору |                        | Розташований поруч з перехрестям шляхів Ромни — Конотоп, Ромни — Бахмач.                     |                                                                       |      | Дерев'яний хрест 3 м пофарбований темно-червоним кольором. Напис «Спаси и сохрани». |
| Хоружівка (Роменський район) | Пам'ятник жертвам комуністичного голодомору |                        |                                                                                              |                                                                       |      | Великий меморіальний комплекс починається біля церкви святого Андрія Первозванного УПЦ КП пам'ятником дівчинки, по схилу кам'яні хрести, що тягнуться до дороги, завершується стелою зі списком вбитих і кам'яною брилою з плугом, брила символізує землю, що тріснула. |
| Штепівка | Пам'ятник жертвам комуністичного голодомору |                        | Розташований у липовому сквері в центрі села.                                                |                                                                       |      | Дерев'яний хрест 3 м укріплений насипом із кам'яних брил. |
| Навесні 1933 щодоби помирало 25 тисяч українців» Віктор Ющенко. За 1932-33 роки «У Смілому з Протасівкою померло не менше 5 тисяч осіб» Феодосій Сахно «Історія Смілого» Вічна пам'ять жертвам Голодомору 1932-33 рр. |                                             |                        |                                                                                              |                                                                       |      | |

### Тернопільська область
| Населений пункт                     | Назва                                                 | Дата встановлення | Розташування                               | Координати | Фото | Короткі відомості                                                                                         |
| Ангелівка (Тернопільський район)    | На пам'ять про голодомор 1933, пам'ятний хрест        | 1996              |                                            |            |      | |
| Біла (Тернопільський район)         | Жертвам голодомору 1932—1933 років, Символічний хрест | 1993              |                                            |            |      | Перший у Західній Україні символічний знак (хрест). Ініціатор Степан Проць, активіст місцевої «Просвіти». |
| Вага (Підгаєцький район)            | Жертвам голодомору в Україні, пам'ятний знак          | 1995              |                                            |            |      | |
| Озеряни (Борщівська міська громада) | Капличка на пам'ять про жертви голодомору 1933        | 1996              |                                            |            |      | Спорудив З. Чижишин                                                                                       |
| Пищатинці (Борщівський район)       | Жертвам голодомору, символічна могила                 | 1993              |                                            |            |      | |
| Тернопіль                           | Жертвам голодомору, пам'ятник                         | 20??              | У зовнішній стіні церкви Різдва Христового |            |      | |

### Харківська область
| Населений пункт                          | Назва                                             | Дата встановлення | Розташування                                                                       | Координати                                                                     | Фото | Короткі відомості |
| Високе (Кегичівська селищна громада)     |                                                   |                   |                                                                                    |                                                                                |      | Дерев'яний хрест, 3 м напис на табличці — «70 років жертвам голодомору». |
| Берестин                                 |                                                   |                   |                                                                                    |                                                                                |      | Металевий хрест 5 м розташований на цвинтарі. |
| Богуславка (Ізюмський район)             |                                                   |                   | Розташований на цвинтарі.                                                          |                                                                                |      | Кам'яний хрест, білий мармур, 1.80 м. |
| Василенкове                              |                                                   |                   |                                                                                    |                                                                                |      | Кам'яна сіра брила, 1.20, на цегляній платформі. Чорним напис — «Пам'яті жертв голодомору».                                                                                       |
| Ізюм                                     |                                                   |                   |                                                                                    |                                                                                |      | Хрест із білого мармуру 1.50, з чорною мармуровою плитою, на якій написано «Скорботний знак встановлено на честь вшанування пам'яті загиблих під час голодомору 1932—1933 років». |
| Катеринівка (Лозівська міська громада)   |                                                   |                   | Розташований на цвинтарі.                                                          |                                                                                |      | Світло-сірий кам'яний хрест, 2.5 м. Напис — "Жертвам голодомору 1932—1933 рр. |
| Кегичівка                                |                                                   |                   |                                                                                    |                                                                                |      | Кам'яна брила, 1.50. Сіра, з вкарбованим чорним хрестом праворуч і ліворуч табличка «Пам'яті жертв голодомору 1932—1933 рр.»                                                      |
| Краснокутськ                             | Скорботний знак жертвам комуністичного голодомору |                   | Розміщений неподалік автостанції поруч з меморіалом жертвам Другої світової війни. |                                                                                |      | Металевий православний хрест 5 м встановлений на земляному насипі. |
| Первомайський район (Харківська область) |                                                   | 2008              | Розташований на виїзді з міста[Якого?] в бік села Олексівка.                       |                                                                                |      | Дерев'яний хрест, зміцнений насипом із кам'яних брил. Напис — «Пам'яті жертв голодомору».                                                                                         |
| Покотилівка                              |                                                   |                   |                                                                                    |                                                                                |      | Чорна мармурова плита 3 м в яку вливається білий хрест. Місцина оформлена ялинками, огороджена декоративним білим кам'яним парканом.                                              |
| Полкова Микитівка                        |                                                   |                   | Розташований на цвинтарі.                                                          |                                                                                |      | Дерев'яний хрест 3 м, пофарбований чорним, з кам'яним надгробком. |
| Чепіль                                   |                                                   |                   |                                                                                    |                                                                                |      | Хрест із чорного мармуру, з написом російською: «Жертвам репрессий 1930-х годов». По обидва боки чорні мармурові плити з іменами вбитих.                                          |
| Черкаська Лозова                         | Меморіал жертвам Голодомору                       | 2008              | біля транспортної розв'язки автомобільної траси «Харків — Москва»                  | 50°6′9″ пн. ш. 36°15′54″ сх. д. / 50.10250° пн. ш. 36.26500° сх. д.            |      | Скульптор: О. М. Рідний |
| Харків                                   | Пам'ятний знак                                    |                   | У Молодіжному парку, неподалік церкви                                              | 50°0′29.63″ пн. ш. 36°14′54.61″ сх. д. / 50.0082306° пн. ш. 36.2485028° сх. д. |      | Дерев'яний хрест 3 м на цегляній основі. |
| Харків                                   | Пам'ятний камінь                                  |                   | На міському кладовищі № 5 Слобідського району                                      |                                                                                |      | Виготовлений із чорного мармуру, що зображає зламану плиту. Напис «Жертвам голодомору 1932—1933 рр.». Стилізований у вигляді могили.                                              |

### Хмельницька область
| Населений пункт       | Назва                                                | Дата встановлення | Розташування                                                             | Координати                                                                    | Фото | Короткі відомості                                                        |
| Ізяслав               | Меморіал жертвам тоталітаризму                       |                   | По вулиці Шевченка, на березі річки Понори.                              | 50°7′3.97″ пн. ш. 26°49′14.35″ сх. д. / 50.1177694° пн. ш. 26.8206528° сх. д. |      | Каплиця, камінний хрест, скульптурна композиція і меморіальна плита.     |
| Кам'янець-Подільський | Пам'ятник жертвам голодомору 1932—1933               |                   | вулиця Князів Коріатовичів 1, Кам'янець-Подільський, Хмельницька область |                                                                               |      |                                                                          |
| Плужне                | В пам'ять жертв Голодомору 1932—1933 років в Україні |                   | По вулиці Князів Острозьких (Т 2313), поблизу старого кладовища          | 50°10′57.5″ пн. ш. 26°32′57.2″ сх. д. / 50.182639° пн. ш. 26.549222° сх. д.   |      | Православний хрест встановлений на земляному насипу, в подвійній огорожі |

### Херсонська область
| Населений пункт     | Назва                                                                                              | Дата встановлення | Розташування                                               | Координати                                                                      | Фото | Короткі відомості |
| Архангельське       | Землякам архангельцям, жертвам комуністичних репресій та Голодомору 1932—1933 років                | 18 жовтня 2008    | На місці масового поховання жертв Голодомору               |                                                                                 |      | Композиція залізобетонного пам'ятника складається із арки чорного кольору, на якій встановлено хрест. Всередині арки — пам'ятник білого кольору з написом: «Землякам архангельцям, жертвам комуністичних репресій та Голодомору 1932—1933 років». |
| Берислав            | Жертвам Голодомору та політичних репресій                                                          | 2003              | На міському цвинтарі                                       |                                                                                 |      | Знак у вигляді хреста, виготовлений із чорного граніту на подвійному постаменті з написом: «Жертвам Голодомору та політичних репресій». |
| Бехтери             | Жертвам Голодомору 1933 року від односельчан                                                       | 1995              | Площа Слави, навпроти сільської ради                       |                                                                                 |      | Надгробок, який вінчає хрест. Нижче напис: «Жертвам Голодомору 1933 р. від односельчан». |
| Білозерка           | Несла свій хрест мовчазно Україна…                                                                 | 24 листопада 2007 |                                                            | 46°37′36.41″ пн. ш. 32°26′37.49″ сх. д. / 46.6267806° пн. ш. 32.4437472° сх. д. |      | |
| Велика Благовіщенка | Жертвам Голодомору 1932—1933 рр. від земляків                                                      | Листопад 2008     | Прилегла територія до вулиці Північної                     |                                                                                 |      | Знак у вигляді дерев'янного православного хреста. Зверху на хрест прикріплено дерев'яні планки, пофарбовані в золотий колір. На хресті напис: «Жертвам Голодомору 1932—1933 рр. від земляків» |
| Генічеськ           | Жертвам Голодомору 1932—1933 років                                                                 | Листопад 2008     | Сквер Слави, біля будівлі районної державної адміністрації |                                                                                 |      | Пам'ятний знак у вигляді стели з розташованими на ній п'ятьма надломленими колосками. |
| Гола Пристань       | Пам'яті жертв та постраждалих від Голодомору 1932—1933 років в Україні                             |                   | В центрі міста                                             |                                                                                 |      | Дерев'яний хрест з встановленою біля його підніжжя табличкою з викарбованими дзвонами і написом: «Пам'яті жертв та постраждалих від Голодомору 1932—1933 років в Україні». |
| Дар'ївка            | Дар'ївчанам, померлим від голоду 1932—1933 і 1947 років                                            | 4 травня 2008     | На міському цвинтарі                                       |                                                                                 |      | Пам'ятний знак у вигляді хреста з табличкою, на якій напис: «Дар'ївчанам, померлим від голоду 1932—1933 і 1947 років. Сільська громада. Вічна пам'ять». |
| Дніпряни            | Жертвам репресій і голодоморів 1921—1923, 1932—1933 та 1947 років                                  | 9 вересня 1993    | В центральному парку селища                                |                                                                                 |      | Відкрито у 1993 році. В 2003 році біля пам'ятного хреста було встановлено дві меморіальні дошки. На першій — згадка про тих, кому та ким було встановлено пам'ятник, на другій — прізвища одинадцяти сімей, які були репресовані в 1929—1930 роках. На пам'ятнику напис: «Жертвам репресій і голодоморів 1921—1923, 1932—1933 та 1947 років». |
| Добрянка            | Жертвам Голодомору                                                                                 | 22 жовтня 2008    | На місці масового поховання жертв Голодомору               |                                                                                 |      | Пам'ятний знак у вигляді шестикінцевого хресту типу трилистника з написом: «Жертвам Голодомору». |
| Долматівка          | Жертвам Голодомору 1932—1933 рр.                                                                   | 11 жовтня 2008    | На території Святоіллінського храму                        |                                                                                 |      | Кам'яна брила, на якій прикріплена гранітна стела. На стелі зображено чоловіка із мертвою дитиною, нижче напис: «Жертвам Голодомору 1932—1933 рр.» |
| Дудчани             | Пам'яті жертв Голодоморів                                                                          | Листопад 2007     | На старому міському цвинтарі                               |                                                                                 |      | Дерев'яний православний хрест із фігуркою Ісуса Христа і написом: «Пам'яті жертв Голодоморів». |
| Заградівка          | Пам'яті жертв Голодомору 1932—1933 рр.                                                             |                   |                                                            |                                                                                 |      | Дерев'яний православний хрест із дзвіночками, закріпленими на кінцях рамен. Нижче напис: «Пам'яті жертв Голодомору 1932—1933 рр.» |
| Зелений Під         | Жертвам Голодомору 1932—1933 рр. від земляків                                                      | Листопад 2008     | Прилегла територія до вулиці Північної                     |                                                                                 |      | Дерев'яний православний хрест, на якому зверху прикріплено дерев'яні планки, пофарбовані в золотий колір. Нижче закріплена табличка з написом: «Жертвам Голодомору 1932—1933 рр. від земляків». |
| Каланчак            | Жертвам Голодомору 1932—1933 рр.                                                                   | 24 серпня 2008    | В центральному парку селища                                |                                                                                 |      | Гранітна стела, на якій зображено фігуру жінки із колоском у руці і напис: «Жертвам Голодомору 1932—1933 рр.» |
| Князе-Григорівка    | Жертвам Голодомору 1932—1933 рр.                                                                   | 24 листопада 2008 | На місці масового поховання жертв Голодомору               |                                                                                 |      | На мармуровій плиті вмонтована табличка з надписом: «Жертвам Голодомору 1932—1933 рр.» Мармурова плита схиляється на кам'яну брилу. |
| Музиківка           | Жертвам Голодомору 1932—1933 років                                                                 |                   |                                                            |                                                                                 |      | Стела з шліфованого граніту з написом: «Жертвам Голодомору 1932—1933 років». |
| Нововасилівка       | Жертвам Голодомору                                                                                 | 2008              |                                                            |                                                                                 |      | Гранітна брила з меморіальною дошкою, на якій напис: «Жертвам Голодомору. Вічна пам'ять». |
| Новомиколаївка      | Жертвам Голодомору 1932—1933 рр. від мешканців Новомиколаївської сільської ради                    | 15 липня 2008     | Центральна площа селища                                    |                                                                                 |      | Вертикальна гранітна плита з зображеннями хреста, державного прапора України і написом: «Жертвам Голодомору 1932—1933 рр. від мешканців Новомиколаївської сільської ради». |
| Новоолексіївка      | Жертвам Голодоморів та політичних репресій                                                         | 24 листопада 2007 | В центрі селища                                            |                                                                                 |      | |
| Новософіївка        | Жертвам Голодомору 1932—1933 рр.                                                                   | 22 листопада 2008 | В центрі селища                                            |                                                                                 |      | Стела з зображенням свічки та розрізаної хлібини. На стелі написи: «Свіча пам'яті 1932—1933 роки» та «Прости нас, пам'яте, прости! Ніхто не прийде не спита, чом пів-села в одній могилі, і ні горбочка, ні хреста». |
| Новотроїцьке        | Жертвам Голодомора 1932—1933                                                                       | 2008              | На міському старому цвинтарі                               |                                                                                 |      | Гранітна стела із зображенням Божої Матері і написами: «Да любите друг друга» і «Жертвам Голодомора 1932—1933». |
| Рівне               | В пам'ять жертв Голодомору                                                                         | Березень 2008     | На міському цвинтарі                                       |                                                                                 |      | Дерев'яний хрест із випаленими на ньому колосками і написом: «В пам'ять жертв Голодомору». |
| Томина Балка        | Жертвам Голодомору 1932—1933 років                                                                 | 9 травня 2008     | В центрі селища                                            |                                                                                 |      | Дерев'яний хрест та гранітна табличка з написом: «Жертвам Голодомору 1932—1933 років». |
| Тягинка             | Синам і донькам України, загиблими в Голодомори 1932—1933 та 1947 років і репресованим та вигнаним | Серпень 2008      | На місці масового поховання жертв Голодомору               |                                                                                 |      | Гранітна плита з чорного габру на бетонному постаменті з написами: «Україно… Синам і донькам твоїм, Великим та малим, дітям та дорослим, задушеним кістлявою рукою Голодомору 1932—1933, 1947 років, репресованим та вигнаним, але гордим та нескореним, землякам моїм, присвячується цей знак» та «Посредине планеты, в громе туч грозовых, смотрят мертвые в небо, веря в мудрость живых. Р. Рождественский». |
| Херсон              | Пам'ятник жертвам Голодомору                                                                       | Липень 1992       | Вул. Тираспільська                                         |                                                                                 |      | Напис: «Жертвам тоталітарного режиму» Від початку пам'ятник складався зі стели, символічного надмогилля та хреста. У центрі стели вміщено горельєфне зображення людини. Стела та надмогилля виготовлені з червоного граніту, горельєф — мідний лист з чеканкою, хрест виготовлено з дерева. У 2008 році, до 75-х роковин Голодомору 1932—1933 років, проведено оновлення пам'ятника. За композицією добудовано стіну з червоної цегли, на якій розміщено мідні таблички з іменами загиблих. Перед надмогиллям встановлено дві символічні свічки з міді. Автори пам'ятника — скульптор Є. В. Бондаренко і архітектор В. М. Громихін. |

### Черкаська область
| Населений пункт | Назва                                        | Дата встановлення | Розташування        | Координати | Фото | Короткі відомості                                                             |
| Вікторівка      |                                              |                   |                     |            |      | автор місцевий мешканець Олексій Коваленко, пам'ятник із більш як сотні жорен |
| Ступичне        | Односельчанам - жертвам Голодомору 1933 року |                   | Центр села Ступичне |            |      | автор місцевий мешканець Олексій Коваленко                                    |

### Чернігівська область
| Населений пункт               | Назва                                                     | Дата встановлення | Розташування                                                                                    | Координати                                                                    | Фото | Короткі відомості |
| Батурин                       | Жертвам Голодомору 1932—1933 рр.                          | до 2009           | На розі вулиць Гетьманської та Грушевського, поблизу парку «Кочубеївський» (вулиця Гетьманська) | 51°20′12″ пн. ш. 32°52′28″ сх. д. / 51.33667° пн. ш. 32.87444° сх. д.         |      | Дерев'яний хрест на мурованій основі. |
| Бахмач                        | Скорботний знак жертвам комуністичного голодомору         |                   | Розташований біля Георгієвської церкви.                                                         | 51°10′32″ пн. ш. 32°49′38″ сх. д. / 51.17556° пн. ш. 32.82722° сх. д.         |      | Дерев'яний хрест 2 м на цегляній основі, лакований. Навколо оформлений квітами. |
| Дубовий Гай, Прилуцький район | Пам'ятний знак жертвам Голодомору                         | 2007              |                                                                                                 | 50°29′10″ пн. ш. 32°14′9″ сх. д. / 50.48611° пн. ш. 32.23583° сх. д.          |      | Дерев'яний хрест на підвищенні. |
| Мена                          | Пам'ятний знак жертвам Голодомору                         | 2007              |                                                                                                 | 50°29′10″ пн. ш. 32°14′9″ сх. д. / 50.48611° пн. ш. 32.23583° сх. д.          |      | |
| Ніжин                         | Жертвам Голодомору та політичних репресій, пам'ятний знак | 2008              | перед будівлею Станції швидкої допомоги (вул. Покровська, 18А)                                  | 51°2′34″ пн. ш. 31°52′25″ сх. д. / 51.04278° пн. ш. 31.87361° сх. д.          |      | Пам'ятний знак Жертвам геноциду та політичних репресій було урочисто (за участю Голови Чернігівської ОДА В. Хоменка, мера Ніжина М. Приходька, інших чиновників, представників політичних партій, інтелігенції, духовенства, широкої громадськості) відкрито 20 листопада 2008 року (День пам'яті жертв голодоморів). Чин освячення пам'ятного знаку звершив преосвященнійший єпископ Чернігівський і Ніжинський Іларіон, відбувся мітинг-реквієм пам'яті жертв Голодомору «Засвіти свічку». |
| Олексинці (Прилуцький район)  | Пам'ятний знак жертвам Голодомору                         | -                 |                                                                                                 | 50°41′2″ пн. ш. 32°57′52″ сх. д. / 50.68389° пн. ш. 32.96444° сх. д.          |      | Залізний хрест на підвищенні. |
| Ольшана, Ічнянський район     | Пам'ятний знак жертвам Голодомору                         | 2007              |                                                                                                 | 50°29′10″ пн. ш. 32°14′9″ сх. д. / 50.48611° пн. ш. 32.23583° сх. д.          |      | Дерев'яний хрест на підвищенні. |
| Орлівка, Куликівський район   | Пам'ятний знак жертвам Голодомору                         | 2007              |                                                                                                 | 50°29′10″ пн. ш. 32°14′9″ сх. д. / 50.48611° пн. ш. 32.23583° сх. д.          |      | Дерев'яний хрест на підвищенні з кам'яною плитою. |
| Підлісне, Козелецький район   | Пам'ятний знак жертвам Голодомору                         |                   |                                                                                                 | 51°09′13.3″ пн. ш. 31°07′19.67″ сх. д. / 51.153694° пн. ш. 31.1221306° сх. д. |      | Кам'яна плита у вигляді пам'ятника із написом: «Пам'яті жертв Голодомору 1932—1933 роки». |
| Сокиринці (Прилуцький район)  | Пам'ятний знак жертвам Голодомору                         | 1993              |                                                                                                 | 50°41′55″ пн. ш. 32°47′30″ сх. д. / 50.69861° пн. ш. 32.79167° сх. д.         |      | Дерев'яний хрест у терновому вінку на підвищенні з кам'яною плитою. Біля хреста фігура жінки з дитям на руках. |
| Срібне                        |                                                           |                   | Розміщення на цвинтарі відразу за входом.                                                       | 50°39′47″ пн. ш. 32°55′18″ сх. д. / 50.66306° пн. ш. 32.92167° сх. д.         |      | Дерев'яний хрест 3 м, пофарбований чорною фарбою, розташований на насипі 1,5 м, зміцнений бетонною плитою. |

### Крим
- Хрест пам’яті жертвам Голодомору 1932—1933 років (Сімферополь)

## Пам'ятники поза Україною

### Австралія
| Населений пункт | Назва | Дата встановлення    | Розташування                                                              | Координати                                                                        | Фото | Короткі відомості                                                                           |
| Аделаїда        | Жертвам насильно створеного голоду в Україні                                                                                          | 1972 перенесено 1993 | Українська Православна церква св. Михайла, Західний Кройдон               | 34°53′59.96″ пд. ш. 138°33′53.41″ сх. д. / 34.8999889° пд. ш. 138.5648361° сх. д. |      | У зв'язку із закриттям у 1993 році церкви св. Покрови цей монумент було перенесено          |
| Канберра        | Меморіал пам'яті жертв Голодомору-Геноциду в Україні                                                                                  | 1985                 | На території Українського Православного Центру                            | 35°16′26.81″ пд. ш. 149°7′37.71″ сх. д. / 35.2741139° пд. ш. 149.1271417° сх. д.  |      | Пам'ятник відкрив Джон Говард, тодішній лідер опозиції у Федеральному Парляменті Австралії. |
| Мельбурн        | Меморіал пам'яті померлим семи мільйонам українців у 1932-33 роках від голоду, створеного російською окупаційною більшовицькою владою | 1983                 | На території української православної Свято-покровської церкви. Ессендон. | 37°45′26.1″ пд. ш. 144°55′3.8″ сх. д. / 37.757250° пд. ш. 144.917722° сх. д.      |      | Фундатором пам'ятника є Іван Александров.                                                   |

### Аргентина
| Населений пункт | Назва                                            | Дата встановлення | Розташування                     | Координати                                                                      | Фото | Короткі відомості |
| Буенос-Айрес    | Меморіальна дошка, присвячена жертвам Голодомору |                   | Кафедральний собор Буенос-Айреса | 34°36′26.69″ пд. ш. 58°22′23.79″ зх. д. / 34.6074139° пд. ш. 58.3732750° зх. д. |      | [ 20 ] [ 21 ]     |

### Бельгія
| Населений пункт | Назва                                    | Дата встановлення | Розташування                                  | Координати | Фото | Короткі відомості |
| Генк            | Пам'ятник, присвячени жертвам Голодомору | 2003              | Українсько-Православна церква Святого Михайла |            |      | [ 22 ]            |

### Велика Британія
| Населений пункт | Назва                                    | Дата встановлення | Розташування                                                                             | Координати                                                                 | Фото | Короткі відомості                                 |
| Единбург        | Пам'ятник, присвячени жертвам Голодомору | 2017              |                                                                                          |                                                                            |      | Пам'ятник був відкритий в листопаді 2017 року.    |
| Лондон          | Пам'ятник, присвячени жертвам Голодомору | 1983              | Ньютон Авеню 1А, Актон (територія Кафедрального собору Святого Преображення Господнього) | 51°30′15.6″ пн. ш. 0°16′7.82″ зх. д. / 51.504333° пн. ш. 0.2688389° зх. д. |      | Найстаріший пам'ятник жертвам Голодомору в Європі |

### Італія
| Населений пункт | Назва                                  | Дата встановлення | Розташування                 | Координати | Фото | Короткі відомості |
| Кальярі         | Пам'ятник жертвам Голодомору в Україні | 2016              | Центральний парк Монте Кларо |            |      | [ 25 ]            |

### Канада
| Населений пункт    | Назва                                       | Дата встановлення | Розташування                                  | Координати                                                                   | Фото | Короткі відомості |
| Віндзор, Онтаріо   | Famine Genocide in Soviet Ukraine 1932—1933 | 2005              | Queen Elizabeth II Gardens, Jackson Park      |                                                                              |      | Напис: «In memory of over seven million victims of the famine genocide 1932—1933 in Soviet Ukraine, a Stalinist crime against humanity.»                                                               |
| Вінніпег, Манітоба | Пам'ятник штучному голодомору 1932—1933     | 24 червня 1984    |                                               |                                                                              |      | Скульптор: Roman Kowal |
| Едмонтон, Альберта | Пам'ятник жертвам Голодомору                | 1983              | Churchill Square, cnr of 100 St. and 102A Ave | 53°32′40.91″ пн. ш. 113°29′26″ зх. д. / 53.5446972° пн. ш. 113.49056° зх. д. |      | Напис: «In memory of the millions who perished in the genocidal Famine inflicted upon Ukraine by the Soviet regime in Moscow 1932-33. Let us all stand guard against tyrany, violence and inhumanity.» |
| Калгарі, Альберта  |                                             |                   |                                               |                                                                              |      | |
| Торонто, Онтаріо   | Монумент пам'яті жертв Голодомору           | 2017              | Canada National Exhibition Place              |                                                                              |      | Скульптор Дроздовський Петро Михайлович |

### Німеччина
| Населений пункт | Назва | Дата встановлення | Розташування                                                      | Координати | Фото | Короткі відомості |
| Мюнхен          |       | 2008              | Собор Покрови Пресвятої Богородиці та святого Андрія Первозваного |            |      | [ 27 ] [ 28 ]     |

### Польща
| Населений пункт | Назва                             | Дата встановлення | Розташування                         | Координати                                                          | Фото | Короткі відомості                      |
| Варшава         | Жертвам Голодомору                | 2009              | Православне кладовище у Варшаві      |                                                                     |      | Скульптор: Єршов Геннадій Олексійович. |
| Краків          | Меморіал пам'яті жертв Голодомору |                   | Плянти, Старе Місто, Краків          | 50°3′36″ пн. ш. 19°56′3″ сх. д. / 50.06000° пн. ш. 19.93417° сх. д. |      |                                        |
| Люблін          | Монумент пам'яті жертв Голодомору | 2014              | Старе Місто, Подзамче, Люблін        |                                                                     |      |                                        |
| Перемишль       | Пам'ятник жертвам Голодомору      |                   | біля Собору Святого Івана Хрестителя |                                                                     |      |                                        |

### Росія
| Населений пункт | Назва                        | Дата встановлення | Розташування                                                          | Координати                                                           | Фото | Короткі відомості |
| Мала Сердоба    | Пам'ятник жертвам Голодомору | 1992              | Пензенська область, Мала Сердоба, вулиця Радянська (центр села)       | 52°28′2″ пн. ш. 44°57′6″ сх. д. / 52.46722° пн. ш. 44.95167° сх. д.  |      | Встановлен за особистою ініціативою мешканців села восени 1992 року. Постамент зроблений з каменю і мармуру. На ньому встановлено православний хрест і табличка з назвою.             |
| Мала Сердоба    | Пам'ятник жертвам Голодомору | 1992              | Пензенська область, Мала Сердоба, вулиця Будьонного, горський цвинтар | 52°28′45″ пн. ш. 44°56′7″ сх. д. / 52.47917° пн. ш. 44.93528° сх. д. |      | Стела з православним хрестом, встановлена на місці братської могили не менше ніж 250 жителів села, які померли від голоду 1930-х рр. «Тут покоїться прах померлих від голоду в СРСР». |

### Угорщина
| Населений пункт | Назва                        | Дата встановлення | Розташування           | Координати | Фото | Короткі відомості                          |
| Будапешт        | Меморіальна плита Голодомору | 2006              | Глорія Віктіс Меморіал |            |      | Встановлена українською меншиною Угорщини. |

### США
| Населений пункт | Назва                                                                | Дата встановлення | Розташування                                                      | Координати                                                                   | Фото | Короткі відомості |
| Блумінгдейл     | Пам'ятник жертвам Голодомору                                         |                   | біля Української Православної Церкви Святого Андрія Первозванного |                                                                              |      | . |
| Вашингтон       | Меморіал жертвам українського Голодомору-Геноциду 1932—1933 років    | 7 листопада 2015  | Масачусетс-авеню, Норт-Капітол-стріт і Ф-стріт                    | 38°53′50.9″ пн. ш. 77°0′34.39″ зх. д. / 38.897472° пн. ш. 77.0095528° зх. д. |      | Висота: 2,5 м, довжина: 10 м, вага: 4 т. Має вигляд масивного бронзового поля колосків. Скульптор — Лариса Курилас . |
| Парма (Огайо)   | Меморіальний тризуб Українського православного собору св. Володимира |                   |                                                                   |                                                                              |      | Має вигляд українського тризуба, середня частина якого містить текст та має православний хрест зверху.               |